# موزه و گالری هنری داربی

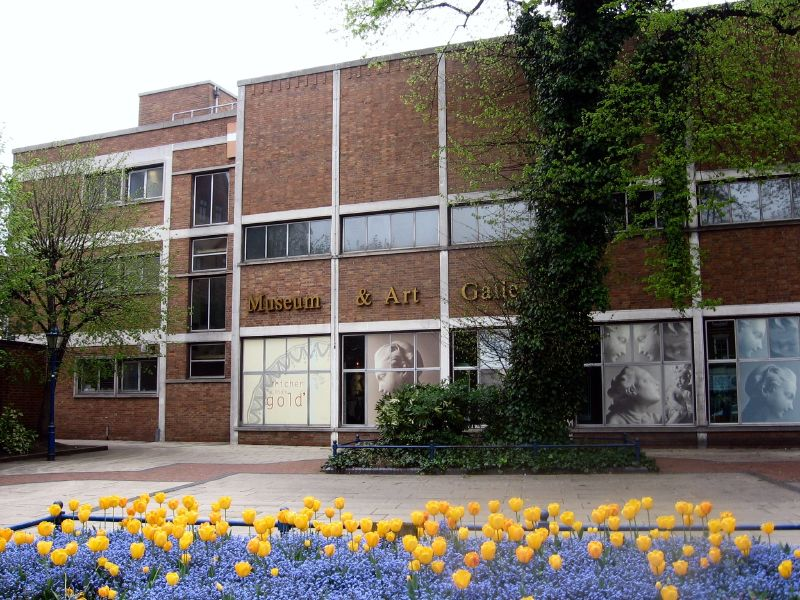
موزه و گالری هنری داربی

موزه و گالری هنری داربی (به انگلیسی: Derby Museum and Art Gallery) در سال ۱۸۷۹ به همراه کتابخانهٔ مرکزی داربی در ساختمانی جدید که توسط ریچارد نیل فریمن طراحی شده بود و مایکل توماس باس آن را به داربی داده بود، تأسیس شد. مجموعهٔ نمایش داده شده در موزه شامل گالری کامل نقاشی‌های جوزف رایت از داربی است. هم‌چنین کلکسیون بزرگی از تاج‌های سلطنتی داربی و ظروف چینی داربی و مناطق اطراف آن به نمایش گذاشته شده‌است. کلکسیون‌های دیگری راجع به باستان‌شناسی، تاریخ طبیعی، زمین‌شناسی و نظامی در موزه به نمایش درآمده است. موزهٔ هنری از سال ۱۸۸۲ آغاز به کار کرد.